# Vladimir Balašov
Vladimir Balašov (10 luglio 1920 – Mosca, 23 dicembre 1996) è stato un attore sovietico.

## Filmografia parziale

### Attore
- La famiglia Oppenheim, regia di Grigorij L'vovič Rošal' (1938)
- Delo Artamonovych, regia di Grigorij L'vovič Rošal' (1941)
- Ščit i meč, regia di  Vladimir Pavlovič Basov (1968)

## Premi
- Artista onorato della RSFSR
- Premio Stalin